# محوطه دارتی کشپلون
محوطه دارتی کشپلون مربوط به دوره اشکانیان - دوره ساسانیان است و در شهرستان دره‌شهر، بخش مرکزی، دهستان زرین دشت، ۱/۵ کیلومتری جنوب روستای دشت آباد واقع شده و این اثر در تاریخ ۲۶ اسفند ۱۳۸۶ با شمارهٔ ثبت ۲۲۱۵۶ به‌عنوان یکی از آثار ملی ایران به ثبت رسیده است.